# سالتون سی بیچ (کالیفرنیا)
سالتون سی بیچ (به انگلیسی: Salton Sea Beach) یک منطقهٔ مسکونی در ایالات متحده آمریکا است که در شهرستان ایمپریال، کالیفرنیا واقع شده‌است. سالتون سی بیچ ۰٫۷۸۰ کیلومتر مربع مساحت و ۴۲۲ نفر جمعیت دارد و -۶۶٫۱۴ متر بالاتر از سطح دریا واقع شده‌است.